# Madère (circonscription électorale)
Pour les articles homonymes, voir Madère (homonymie).
La circonscription électorale de Madère est une circonscription électorale du Portugal, utilisée pour les élections législatives.
Ses frontières correspondent à la région autonome (et à l'archipel) du même nom.

## Résultats

### Années 2020

#### 2025
| Parti                                      | Parti                                     | Voix    | %     | +/-  | Sièges | +/-           |
| ------------------------------------------ | ----------------------------------------- | ------- | ----- | ---- | ------ | ------------- |
|                                            | AD – Coalition PSD/CDS (PPD/PSD.CDS-PP)   | 57 440  | 42,07 | 5,85 | 3      | en stagnation |
|                                            | Chega (CH)                                | 29 048  | 21,27 | 3,29 | 1      | en stagnation |
|                                            | Parti socialiste (PS)                     | 18 704  | 13,70 | 6,62 | 1      | 1             |
|                                            | Ensemble pour le peuple (JPP)             | 17 113  | 12,53 | 2,73 | 1      | 1             |
|                                            | Initiative libérale (IL)                  | 3 665   | 2,68  | 1,30 | 0      | en stagnation |
|                                            | Bloc de gauche (BE)                       | 1 871   | 1,37  | 1,64 | 0      | en stagnation |
|                                            | Coalition démocratique unitaire (PCP-PEV) | 1 758   | 1,29  | 0,37 | 0      | en stagnation |
|                                            | LIBRE (L)                                 | 1 750   | 1,28  | 0,01 | 0      | en stagnation |
|                                            | Alternative démocratique nationale (ADN)  | 1 551   | 1,14  | 0,46 | 0      | en stagnation |
|                                            | Personnes–Animaux–Nature (PAN)            | 1 450   | 1,06  | 1,08 | 0      | en stagnation |
|                                            | Parti populaire monarchiste (PPM)         | 452     | 0,33  | 0,02 | 0      | en stagnation |
|                                            | Nouvelle Droite (ND)                      | 434     | 0,32  | Nv.  | 0      | en stagnation |
|                                            | Parti travailliste portugais (PTP)        | 425     | 0,31  | 0,18 | 0      | en stagnation |
|                                            | Parti de la Terre (MPT)                   | 356     | 0,26  | N/A  | 0      | en stagnation |
|                                            | Réagir, inclure, recycler (RIR)           | 346     | 0,25  | 0,25 | 0      | en stagnation |
|                                            | Ergue-te (E)                              | 186     | 0,14  | 0,02 | 0      | en stagnation |
|                                            |                                           |         |       |      |        |               |
| Suffrages exprimés                         | Suffrages exprimés                        | 136 549 | 98,28 |      |        |               |
| Votes blancs                               | Votes blancs                              | 549     | 0,40  |      |        |               |
| Votes invalides                            | Votes invalides                           | 1 839   | 1,32  |      |        |               |
| Total                                      | Total                                     | 138 937 | 100   | –    | 6      | en stagnation |
| Abstentions                                | Abstentions                               | 116 864 | 45,69 |      |        |               |
| Inscrits/Participation                     | Inscrits/Participation                    | 255 801 | 54,31 |      |        |               |
|                                            |                                           |         |       |      |        |               |
| Source: Commission nationale des élections |                                           |         |       |      |        |               |

| Parti | Parti | Parti | Parti   | Députés                                          |
| ----- | ----- | ----- | ------- | ------------------------------------------------ |
|       | AD    |       | PPD/PSD | - Pedro Abreu - Vania de Castro - Paulo de Sousa |
|       | CH    | CH    | CH      | - Francisco de Treitas                           |
|       | PS    | PS    | PS      | - João Silva                                     |
|       | JPP   | JPP   | JPP     | - Filipe Martins                                 |

#### 2024
| Parti                                      | Parti                                    | Voix    | %     | +/-   | Sièges | +/-           |
| ------------------------------------------ | ---------------------------------------- | ------- | ----- | ----- | ------ | ------------- |
|                                            | Madère d'abord (MP) (PPD/PSD-CDS-PP)     | 52 989  | 36,22 | 3,61  | 3      | en stagnation |
|                                            | Parti socialiste (PS)                    | 29 725  | 20,32 | 11,94 | 2      | 1             |
|                                            | Chega (CH)                               | 26 304  | 17,98 | 11,75 | 1      | 1             |
|                                            | Ensemble pour le peuple (JPP)            | 14 344  | 9,80  | 2,77  | 0      | en stagnation |
|                                            | Initiative libérale (IL)                 | 5 827   | 3,98  | 0,56  | 0      | en stagnation |
|                                            | Bloc de gauche (BE)                      | 4 404   | 3,01  | 0,31  | 0      | en stagnation |
|                                            | Personnes–Animaux–Nature (PAN)           | 3 127   | 2,14  | 0,46  | 0      | en stagnation |
|                                            | Coalition démocratique unitaire (CDU)    | 2 429   | 1,66  | 0,42  | 0      | en stagnation |
|                                            | Alternative démocratique nationale (ADN) | 2 348   | 1,60  | 1,16  | 0      | en stagnation |
|                                            | Libre (L)                                | 1 864   | 1,27  | 0,53  | 0      | en stagnation |
|                                            | Réagir, inclure, recycler (RIR)          | 725     | 0,50  | 0,05  | 0      | en stagnation |
|                                            | Parti travailliste portugais (PTP)       | 719     | 0,49  | 0,07  | 0      | en stagnation |
|                                            | Parti populaire monarchiste (PPM)        | 451     | 0,31  | 0,10  | 0      | en stagnation |
|                                            | Nous, citoyens ! (NC)                    | 305     | 0,21  | Abs.  | 0      | en stagnation |
|                                            | Volt Portugal (VP)                       | 283     | 0,19  | Nv.   | 0      | en stagnation |
|                                            | Ergue-te (E)                             | 239     | 0,16  | 0,03  | 0      | en stagnation |
|                                            | Alternative 21 (MPT-A)                   | 228     | 0,16  | 0,21  | 0      | en stagnation |
|                                            |                                          |         |       |       |        |               |
| Suffrages exprimés                         | Suffrages exprimés                       | 146 311 | 97,67 |       |        |               |
| Votes blancs                               | Votes blancs                             | 794     | 0,53  |       |        |               |
| Votes nuls                                 | Votes nuls                               | 2 703   | 1,80  |       |        |               |
| Total                                      | Total                                    | 149 808 | 100   | -     | 6      | en stagnation |
| Abstention                                 | Abstention                               | 104 694 | 41,14 |       |        |               |
| Inscrits/Participation                     | Inscrits/Participation                   | 254 502 | 58,86 |       |        |               |
|                                            |                                          |         |       |       |        |               |
| Source: Commission nationale des élections |                                          |         |       |       |        |               |

| Parti | Parti | Parti | Parti   | Députés                                        |
| ----- | ----- | ----- | ------- | ---------------------------------------------- |
|       | MP    |       | PPD/PSD | - Pedro Coelho - Paula Margarido - Paulo Neves |
|       | PS    | PS    | PS      | - Paulo Cafôfo - Miguel Iglésias               |
|       | CH    | CH    | CH      | - Francisco Gomes                              |

#### 2022
| Parti                                      | Parti                                    | Voix    | %     | +/-           | Sièges | +/-           |
| ------------------------------------------ | ---------------------------------------- | ------- | ----- | ------------- | ------ | ------------- |
|                                            | Madère d'abord (MP) (PPD/PSD-CDS-PP)     | 50 634  | 39,83 | 4,43          | 3      | en stagnation |
|                                            | Parti socialiste (PS)                    | 40 006  | 32,26 | 1,91          | 3      | en stagnation |
|                                            | Ensemble pour le peuple (JPP)            | 8 722   | 7,03  | 1,42          | 0      | en stagnation |
|                                            | Chega (CH)                               | 7 730   | 6,23  | 5,51          | 0      | en stagnation |
|                                            | Initiative libérale (IL)                 | 4 243   | 3,42  | 2,69          | 0      | en stagnation |
|                                            | Bloc de gauche (BE)                      | 4 120   | 3,32  | 2,05          | 0      | en stagnation |
|                                            | Coalition démocratique unitaire (CDU)    | 2 582   | 2,08  | 0,05          | 0      | en stagnation |
|                                            | Personnes–Animaux–Nature (PAN)           | 2 084   | 1,68  | 0,18          | 0      | en stagnation |
|                                            | Libre (L)                                | 913     | 0,74  | 0,36          | 0      | en stagnation |
|                                            | Parti travailliste portugais (PTP)       | 689     | 0,56  | 0,37          | 0      | en stagnation |
|                                            | Réagir, inclure, recycler (RIR)          | 554     | 0,45  | 0,48          | 0      | en stagnation |
|                                            | Alternative démocratique nationale (ADN) | 548     | 0,44  | 0,09          | 0      | en stagnation |
|                                            | Parti de la Terre (MPT)                  | 462     | 0,37  | en stagnation | 0      | en stagnation |
|                                            | Parti populaire monarchiste (PPM)        | 260     | 0,21  | 0,07          | 0      | en stagnation |
|                                            | Mouvement Alternative socialiste (MAS)   | 244     | 0,20  | Nv.           | 0      | en stagnation |
|                                            | Ergue-te (E)                             | 234     | 0,19  | 0,03          | 0      | en stagnation |
|                                            |                                          |         |       |               |        |               |
| Suffrages exprimés                         | Suffrages exprimés                       | 124 027 | 97,57 |               |        |               |
| Votes blancs                               | Votes blancs                             | 781     | 0,61  |               |        |               |
| Votes nuls                                 | Votes nuls                               | 2 312   | 1,82  |               |        |               |
| Total                                      | Total                                    | 127 120 | 100   | -             | 6      | en stagnation |
| Abstention                                 | Abstention                               | 127 664 | 50,11 |               |        |               |
| Inscrits/Participation                     | Inscrits/Participation                   | 254 784 | 49,89 |               |        |               |
|                                            |                                          |         |       |               |        |               |
| Source: Commission nationale des élections |                                          |         |       |               |        |               |

| Parti | Parti | Parti | Parti   | Députés                                                    |
| ----- | ----- | ----- | ------- | ---------------------------------------------------------- |
|       | MP    |       | PPD/PSD | - Sara Madruga da Costa - Patricia Dantas - Sergio Marques |
|       | PS    | PS    | PS      | - Marta Freitas - Miguel Iglésias - Carlos Pereira         |

### Années 2010

#### 2019
| Parti                                      | Parti                                              | Voix    | %     | +/-   | Sièges | +/-           |
| ------------------------------------------ | -------------------------------------------------- | ------- | ----- | ----- | ------ | ------------- |
|                                            | Parti social-démocrate (PPD/PSD)                   | 48 328  | 38,07 | 1,07  | 3      | en stagnation |
|                                            | Parti socialiste (PS)                              | 43 374  | 34,17 | 12,42 | 3      | 1             |
|                                            | CDS – Parti populaire (CDS-PP)                     | 7 852   | 6,19  | 0,03  | 0      | en stagnation |
|                                            | Ensemble pour le peuple (JPP)                      | 7 125   | 5,61  | 1,58  | 0      | en stagnation |
|                                            | Bloc de gauche (BE)                                | 6 810   | 5,37  | 5,74  | 0      | 1             |
|                                            | Coalition démocratique unitaire (CDU)              | 2 703   | 2,13  | 1,58  | 0      | en stagnation |
|                                            | Personnes–Animaux–Nature (PAN)                     | 2 362   | 1,86  | 0,05  | 0      | en stagnation |
|                                            | Parti travailliste portugais (PTP)                 | 1 182   | 0,93  | 0,52  | 0      | en stagnation |
|                                            | Réagir, inclure, recycler (RIR)                    | 1 185   | 0,93  | Nv.   | 0      | en stagnation |
|                                            | Initiative libérale (IL)                           | 922     | 0,73  | Nv.   | 0      | en stagnation |
|                                            | Chega (CH)                                         | 912     | 0,72  | Nv.   | 0      | en stagnation |
|                                            | Parti uni des retraités (PURP)                     | 801     | 0,63  | Nv.   | 0      | en stagnation |
|                                            | Parti communiste des travailleurs portugais (PCTP) | 789     | 0,62  | 0,70  | 0      | en stagnation |
|                                            | Alliance (A)                                       | 629     | 0,50  | Nv.   | 0      | en stagnation |
|                                            | Libre (L)                                          | 480     | 0,38  | 0,66  | 0      | en stagnation |
|                                            | Parti de la Terre (MPT)                            | 465     | 0,37  | 1,08  | 0      | en stagnation |
|                                            | Parti démocratique républicain (PDR)               | 443     | 0,35  | 1,43  | 0      | en stagnation |
|                                            | Parti national rénovateur (PNR)                    | 201     | 0,16  | 0,49  | 0      | en stagnation |
|                                            | Nous, citoyens ! (NC)                              | 188     | 0,15  | 0,78  | 0      | en stagnation |
|                                            | Parti populaire monarchiste (PPM)                  | 180     | 0,14  | 0,30  | 0      | en stagnation |
|                                            |                                                    |         |       |       |        |               |
| Suffrages exprimés                         | Suffrages exprimés                                 | 126 931 | 97,70 |       |        |               |
| Votes blancs                               | Votes blancs                                       | 688     | 0,53  |       |        |               |
| Votes nuls                                 | Votes nuls                                         | 2 301   | 1,77  |       |        |               |
| Total                                      | Total                                              | 129 920 | 100   | -     | 6      | en stagnation |
| Abstention                                 | Abstention                                         | 127 982 | 49,62 |       |        |               |
| Inscrits/Participation                     | Inscrits/Participation                             | 257 902 | 50,38 |       |        |               |
|                                            |                                                    |         |       |       |        |               |
| Source: Commission nationale des élections |                                                    |         |       |       |        |               |

| Parti | Parti   | Parti   | Parti   | Députés                                                       |
| ----- | ------- | ------- | ------- | ------------------------------------------------------------- |
|       | PPD/PSD | PPD/PSD | PPD/PSD | - Miguel Albuquerque - Sara Madruga da Costa - Sergio Marques |
|       | PS      | PS      | PS      | - Olavo Câmara - Marta Freitas - Carlos Pereira               |

#### 2015
| Parti                                      | Parti                                              | Voix    | %     | +/-   | Sièges | +/-           |
| ------------------------------------------ | -------------------------------------------------- | ------- | ----- | ----- | ------ | ------------- |
|                                            | Parti social-démocrate (PPD/PSD)                   | 47 176  | 39,14 | 12,00 | 3      | 1             |
|                                            | Parti socialiste (PS)                              | 26 208  | 21,75 | 6,58  | 2      | 1             |
|                                            | Bloc de gauche (BE)                                | 13 392  | 11,11 | 6,96  | 1      | 1             |
|                                            | Ensemble pour le peuple (JPP)                      | 8 670   | 7,19  | Nv.   | 0      | en stagnation |
|                                            | CDS – Parti populaire (CDS-PP)                     | 7 496   | 6,22  | 7,92  | 0      | 1             |
|                                            | Coalition démocratique unitaire (CDU)              | 4 467   | 3,71  | 0,09  | 0      | en stagnation |
|                                            | Personnes–Animaux–Nature (PAN)                     | 2 185   | 1,81  | 0,03  | 0      | en stagnation |
|                                            | Parti démocrate républicain (PDR)                  | 2 147   | 1,78  | Nv.   | 0      | en stagnation |
|                                            | Parti travailliste portugais (PTP)                 | 1 744   | 1,45  | 0,78  | 0      | en stagnation |
|                                            | Parti de la Terre (MPT)                            | 1 747   | 1,45  | 0,46  | 0      | en stagnation |
|                                            | Parti communiste des travailleurs portugais (PCTP) | 1 592   | 1,32  | 0,15  | 0      | en stagnation |
|                                            | Libre (L)                                          | 1 259   | 1,04  | Nv.   | 0      | en stagnation |
|                                            | Nous, citoyens ! (NC)                              | 1 125   | 0,93  | Nv.   | 0      | en stagnation |
|                                            | Parti national rénovateur (PNR)                    | 785     | 0,65  | 0,19  | 0      | en stagnation |
|                                            | Parti populaire monarchiste (PPM)                  | 526     | 0,44  | 0,04  | 0      | en stagnation |
|                                            |                                                    |         |       |       |        |               |
| Suffrages exprimés                         | Suffrages exprimés                                 | 120 519 | 97,31 |       |        |               |
| Votes blancs                               | Votes blancs                                       | 1 028   | 0,82  |       |        |               |
| Votes nuls                                 | Votes nuls                                         | 3 586   | 1,87  |       |        |               |
| Total                                      | Total                                              | 125 133 | 100   | -     | 6      | en stagnation |
| Abstention                                 | Abstention                                         | 131 013 | 51,15 |       |        |               |
| Inscrits/Participation                     | Inscrits/Participation                             | 256 146 | 48,85 |       |        |               |
|                                            |                                                    |         |       |       |        |               |
| Source: Commission nationale des élections |                                                    |         |       |       |        |               |

| Parti | Parti   | Parti   | Parti   | Députés                                                |
| ----- | ------- | ------- | ------- | ------------------------------------------------------ |
|       | PPD/PSD | PPD/PSD | PPD/PSD | - Rubina Berardo - Sara Madruga da Costa - Paulo Neves |
|       | PS      | PS      | PS      | - Carlos Pereira - Luis Vilhena                        |
|       | BE      | BE      | BE      | - Paulino Ascenção                                     |

#### 2011
| Parti                                      | Parti                                              | Voix    | %     | +/-  | Sièges | +/-           |
| ------------------------------------------ | -------------------------------------------------- | ------- | ----- | ---- | ------ | ------------- |
|                                            | Parti social-démocrate (PPD/PSD)                   | 68 620  | 51,14 | 1,65 | 4      | en stagnation |
|                                            | Parti socialiste (PS)                              | 20 360  | 15,17 | 4,82 | 1      | en stagnation |
|                                            | CDS – Parti populaire (CDS-PP)                     | 18 977  | 14,14 | 2,70 | 1      | en stagnation |
|                                            | Bloc de gauche (BE)                                | 5 568   | 4,15  | 2,19 | 0      | en stagnation |
|                                            | Coalition démocratique unitaire (CDU)              | 5 096   | 3,80  | 0,53 | 0      | en stagnation |
|                                            | Parti de la Nouvelle Démocratie (PND)              | 4 037   | 3,01  | 0,55 | 0      | en stagnation |
|                                            | Parti travailliste portugais (PTP0                 | 2 992   | 2,23  | Nv.  | 0      | en stagnation |
|                                            | Parti de la Terre (MPT)                            | 2 560   | 1,91  | 0,25 | 0      | en stagnation |
|                                            | Personnes–Animaux–Nature (PAN)                     | 2 385   | 1,78  | Nv.  | 0      | en stagnation |
|                                            | Parti communiste des travailleurs portugais (PCTP) | 1 967   | 1,47  | 0,38 | 0      | en stagnation |
|                                            | Parti national rénovateur (PNR)                    | 617     | 0,46  | 0,10 | 0      | en stagnation |
|                                            | Parti populaire monarchiste (PPM)                  | 538     | 0,40  | 0,14 | 0      | en stagnation |
|                                            | Mouvement Espoir pour le Portugal (MEP)            | 461     | 0,34  | 0,09 | 0      | en stagnation |
|                                            |                                                    |         |       |      |        |               |
| Suffrages exprimés                         | Suffrages exprimés                                 | 134 178 | 96,64 |      |        |               |
| Votes blancs                               | Votes blancs                                       | 1 642   | 1,18  |      |        |               |
| Votes nuls                                 | Votes nuls                                         | 3 031   | 2,18  |      |        |               |
| Total                                      | Total                                              | 138 851 | 100   | -    | 6      | en stagnation |
| Abstention                                 | Abstention                                         | 116 865 | 45,70 |      |        |               |
| Inscrits/Participation                     | Inscrits/Participation                             | 255 716 | 54,30 |      |        |               |
|                                            |                                                    |         |       |      |        |               |
| Source: Commission nationale des élections |                                                    |         |       |      |        |               |

| Parti | Parti   | Parti   | Parti   | Députés                                                                                 |
| ----- | ------- | ------- | ------- | --------------------------------------------------------------------------------------- |
|       | PPD/PSD | PPD/PSD | PPD/PSD | - Cláudia Monteiro de Aguiar - Alberto João Jardim - Correia de Jesus - Guilherme Silva |
|       | PS      | PS      | PS      | - Jacinto Serrão                                                                        |
|       | CDS-PP  | CDS-PP  | CDS-PP  | - José Manuel Rodrigues                                                                 |